# Chráněný krajinný prvek
Chráněný krajinný prvek, resp. „chránený krajinný prvok“ je slovenský termín pro významný krajinný prvek. Plní funkci biocentra, biokoridoru nebo interakčního prvku zejména místního nebo regionálního významu.